# 巴頓 (紐約州)
巴頓（英語：Barton）是一個位於美國紐約州泰奧加縣的鎮。

## 人口
根據2020年美國人口普查的數據，巴頓的面積為154.59平方千米，當中陸地面積為153.52平方千米，而水域面積為1.07平方千米。當地共有人口8570人，而人口密度為每平方千米55人。